# Ligne de Naples à Salerne
Ne doit pas être confondu avec LGV Rome - Naples ou Ligne de Rome à Naples par Formia.
La ligne de Naples à Salerne est l'un des principaux axes ferroviaires d'Italie, reliant deux villes de Campanie : Naples, la capitale régionale, à Salerne. 
Elle intègre dans son tracé la première ligne ferroviaire inauguré en 1939 dans la péninsule, celle de Naples - Portici.

Jusqu'en 1866, celle-ci sera prolongée vers Salerne en plusieurs étapes.

## Chronologie
| Liaison                           | Inauguration    |
| --------------------------------- | --------------- |
| Naples–Portici                    | 3 octobre 1839  |
| Portici–Torre del Greco           | 1er mai 1841    |
| Torre del Greco–Torre Annunziata  | 2 août 1842     |
| Torre Annunziata–Nocera Inferiore | 19 mai 1844     |
| Nocera Inferiore–Cava dei Tirreni | 31 juillet 1858 |
| Cava dei Tirreni–Vietri sul Mare  | 1er août 1860   |
| Vietri sul Mare–Salerne           | 20 mai 1866     |